# Apogon brevispinis
Apogon brevispinis is een  straalvinnige vissensoort uit de familie van kardinaalbaarzen (Apogonidae). De wetenschappelijke naam van de soort is voor het eerst geldig gepubliceerd in 2003 door Fraser & Randall.